# Житницкий, Марк Соломонович
Марк Соломонович Житницкий (1903, Могилёв — 1993, Тель-Авив) — израильский и белорусский художник, график. Член Союза художников СССР до 1971 года. Член союза художников Израиля.
Родился в бедной еврейской семье. Окончил 4 класса светской школы «Талмуд Тора». Рано проявил художественные способности.
В 1915-м году отец погибает на фронте в Восточной Пруссии. В 12 лет начал работать, помогая матери прокормить пятерых детей. В 1918 году, пятнадцатилетним, уходит добровольцем в Красную армию. Окончил Военные политические курсы в Петрограде. Учился в художественной студии Крунта (Красноармейский университет). После демобилизации в 1923 году — рабочий в Могилеве. Первая жена (до 1930 года) Сима — Серафима Исааковна Эйтингон. Уезжают в  Москву, Марк оканчивает Рабфак искусств. Поступает на графическое отделение Вхутеин (Высший художественный технический институт). Преподаватели — художники Владимир Фаворский, Лев Бруни. Участвует в студенческих выставках, выставляя графику и скульптуру. Оканчивает институт в 1932 году со званием художника. Направлен на работу в Минск. Возглавляет отдел художественного оформления книжной продукции в Белорусском государственном издательстве.
Оформляет книги белорусских и еврейских писателей: Янка Мавр, Алесь Якимович, Изи Харик, Якуб Колас, Мойше Кульбак,  Петро Панч и др. Участвует в выставках живописи и графики.
В 1933 году женится на Нине (Нехаме) Абрамовне Левиной из местечка Узда. Рождается дочь Лара.
В 1936 году, вместе с директором и семью редакторами отделов издательства арестовывается, как член "контрреволюционной троцкистской группировки", якобы существовавшей в издательстве. Приговорён Спецколлегией Верховного суда БССР к 10 годам ИТЛ.
Этапируется в Ухтпечлаг. Пеший переход зимой, 760 километров из Котласа в Чибью ( Ухта). Направляется работать в существующие там театр, (сменяет освободившегося художника И. В. Алексеева) и в художественную мастерскую. Оформляет спектакли «Сильва», «Марица», «Король веселится» и др. Исполняет художественные и оформительские работы.
Живёт в комнатке вместе с скульптором Николаем Александровичем Бруни. Участвует, помогая формовщику Горшкову, в сложной формовке и отливке скульптуры А. С. Пушкина, изваянную Н. Бруни. Был свидетелем задержания и отправки Н. А. Бруни в Ухтарку, откуда тот уже не вернулся.
В 1941 году отправлен на общие работы. Работает в карьере кирпичного завода, грузчиком на гипсовом заводе, торфяных разработках, лесоповале, откатчиком в нефтешахте.
В 1943 году вызывается из шахты и направляется в театр для оформления спектакля К. Симонова «Русские люди», заключённый режиссёр   Константин Эггерт.
Под влиянием свидетельств с оккупированных территорий о зверствах над еврейским населением, в переживаниях за свою семью, создаёт графическую серию рисунков. Характерно для этих рисунков обязательное присутствие детей. Завхоз театра хранит папку с рисунками.
Семь месяцев работает грузчиком на гипсовом заводе. Возвращается в художественные мастерские и до освобождения в сентябре 1946, работает там.
Возвращается в Беларусь, без права проживания в Минске. Прописывается в местечке Пуховичи. Узнаёт о гибели жены, матери, двух сестёр с семьями в гетто Минска и Могилева, и брата на фронте. Нина Глебко, жена белорусского поэта Петра Глебки, спасшая дочь Марка, Лару, во время войны, отказывается вернуть её отцу. Женится на младшей сестре погибшей Нины, Басе. Рождается сын Исаак. После обращения московских и минских художников в Верховный Совет снимается судимость, разрешается проживание в Минске. Сотрудничает в журнале «Вожык». Создаёт картину о  Минском гетто.
В марте 1949 году вновь арестовывается, содержится в тюрьме МГБ два месяца и заочно приговаривается Особым совещанием МГБ БССР к пожизненной ссылке в Игарку Красноярского края. Жена с сыном присоединяются к нему; живут в маленьком домике на берегу Енисея.
Занимается оформительской работой, рисует, пишет. Картины «Первые поселенцы» и «Ледоход на Енисее» находились в Краеведческом музее Игарки (сгорели вместе с музеем в 1962). В 1955 разрешено вернуться в Беларусь, без права жить в Минске. В 1956 году реабилитируется, дело закрывается за "недоказанностью". В 1958 году рождается дочь Алла. Сотрудничает в журналах и периодических изданиях. Работает в книжной и станковой графике. Преподаёт художественное оформление книги в полиграфическом училище. Создаёт цикл работ на еврейскую тематику. Разрабатывает тему Холокоста: графические листы о Минском гетто «Яма», «Последний путь», «Юбилейная площадь», «Жажда жизни (Нина)», «Мстители. 106-й отряд» и др. Создаёт графические серии по мотивам произведений еврейских писателей Мойше Кульбака (12 листов), Изи Харика (8 листов), Шолом-Алейхем (29 листов). Цикл на тему ГУЛАГа (10 листов). Цикл «Хатынь» (12 листов). Выставки в Минске, Могилеве, Вильнюсе, Москве. На выставке в честь шестидесятилетия художника в Художественном салоне Минска в 1963 году, большинство работ — еврейской тематики. О выставке отклики за границей: еврейские газеты «Фольксштиме» (Варшава), «Найе Прес» (Париж), «Маарив» (Тель-Авив). Выставки в Минском доме писателя, посвященные 70-летию Мойше Кульбака и Изи Харика в 1968 году. В 1967 году прославляет своим работами победу Израиля в Шестидневной войне.
С 1957 года пишет воспоминания о своей жизни. Публикует рассказ на идиш о гражданской войне «Рейд на Лоев» в московском журнале «Советиш Геймланд».
В 1971 году эмигрирует вместе с семьёй в Израиль. Создаёт серии рисунков «Стена плача», «Мегилат Рут», 15 иллюстраций к произведениям Башевис-Зингера, 25 графических листов на тему Гулага. Сотрудничает в журналах и периодических изданиях, публикует рисунки и статьи. С успехом проходят выставки в Израиле и в США.
Умер Марк Житницкий в 1993 году в Тель-Авиве.

## Персональные выставки
Яд Вашем, Иерусалим 1974.(Совместно с художником И. Кузьковским)
Бейт Эммануэл, Рамат Ган 1972
Бейт Соколов ,Тель-Авив 1972
Бейт Бней Брит Тель-Авив 1975
Музей Бат Ям,Бат Ям 1985
Музей Гаарец, Тель-Авив 1978
Музей Университета Висконсин, США 1987
Выходят 2 альбома в издательстве «Мосада»: «Жертвам Холокоста» и «Шалом-Алейхем». В 1973 публикует воспоминания о Н. А. Бруни в «Новом Русском слове».
В 1978 году создаёт альбом «Моя жизни и рисунках пером».
В 2003 еженедельник «Еврейский камертон» публикует фрагменты воспоминаний М. Житницкого «Из глубин памяти».